# 吉敷郡
- 令制国一覧 > 山陽道 > 周防国 > 吉敷郡
- 日本 > 中国地方 > 山口県 > 吉敷郡

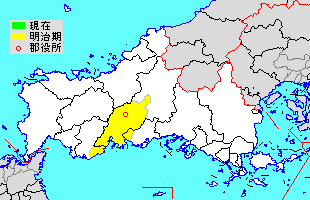
山口県吉敷郡の位置

吉敷郡（よしきぐん）は、山口県（周防国）にあった郡。

## 郡域
1879年（明治12年）に行政区画として発足した当時の郡域は、下記の区域にあたる。
- 山口市の大部分（徳地各町・阿東各町を除く）
- 宇部市の一部（東岐波・西岐波・床波・今村南・今村北・あすとぴあ・亀浦三丁目・亀浦四丁目）
- 防府市の一部（台道・切畑）

## 歴史

### 近世以降の沿革
- 明治初年時点では全域が周防山口藩領であった。「旧高旧領取調帳」に記載されている明治初年時点での支配は以下の通り。（1町33村）

宮野上村、宮野下村、仁保上郷村、仁保中郷村、仁保下郷村、長野村、上小鯖村、下小鯖村、御堀村、平井村、黒川村、朝田村、矢原村、吉敷村、中尾村、上宇野令村、下宇野令村、山口町、上郷村、下郷村、嘉川村、江崎村、深溝村、佐山村、井関村、東岐波村、西岐波村、名田島村、秋穂二島村、秋穂村、陶村、鋳銭司村、台道村、矢田村
- 明治4年7月14日（1871年8月29日） - 廃藩置県により山口県の管轄となる。
- 明治初年 - 秋穂村が分割して東本郷・西本郷となる。秋穂二島村の一部が西本郷に合併。（1町34村）
- 明治11年（1878年） - 佐波郡切畑村の所属郡が本郡に変更。（1町35村）
- 明治12年（1879年）
  - 1月6日 - 郡区町村編制法の山口県での施行により行政区画としての吉敷郡が発足。郡役所が上宇野令村に設置。
  - 東本郷が秋穂東本郷村に、西本郷が秋穂西本郷村にそれぞれ改称。

### 町村制以降の沿革

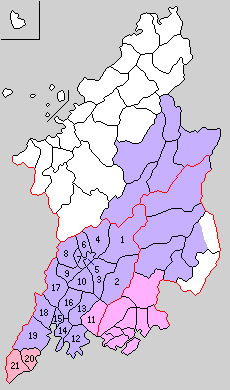
1.仁保村 2.小鯖村 3.大内村 4.宮野村 5.山口町 6.上宇野令村 7.下宇野令村 8.吉敷村 9.矢原朝田村 10.平川村 11.大道村 12.秋穂村 13.鋳銭司村 14.秋穂二島村 15.名田島村 16.陶村 17.小郡村 18.嘉川村 19.井関村 20.東岐波村 21.西岐波村（紫：山口市 赤：宇部市 桃：防府市）

- 明治22年（1889年）4月1日 - 町村制の施行により、下記の町村が発足。特記以外は現・山口市。（1町20村）
  - 仁保村 ← 仁保上郷村、仁保中郷村、仁保下郷村
  - 小鯖村 ← 下小鯖村、上小鯖村
  - 大内村 ← 長野村、矢田村、御堀村
  - 宮野村 ← 宮野上村、宮野下村
  - 山口町（単独町制[6]）
  - 上宇野令村、下宇野令村（それぞれ単独村制）
  - 吉敷村 ← 吉敷村、中尾村
  - 矢原朝田村 ← 矢原村、朝田村
  - 平川村 ← 平井村、黒川村
  - 大道村 ← 台道村、切畑村（現・防府市）
  - 秋穂村 ← 秋穂東本郷村、秋穂西本郷村
  - 鋳銭司村、秋穂二島村、名田島村、陶村（それぞれ単独村制）
  - 小郡村 ← 上郷村、下郷村
  - 嘉川村 ← 嘉川村、江崎村、深溝村
  - 井関村 ← 佐山村、井関村
  - 東岐波村、西岐波村（それぞれ単独村制。現・宇部市）
- 明治29年（1896年）9月1日 - 郡制を施行。
- 明治31年（1898年）7月1日 - 矢原朝田村が改称して大歳村となる。
- 明治32年（1899年）4月1日 - 井関村の一部（佐山）が分立して佐山村が発足。（1町21村）
- 明治34年（1901年）8月1日 - 小郡村が町制施行して小郡町となる。（2町20村）
- 明治38年（1905年）4月1日 - 山口町・上宇野令村が合併し、改めて山口町が発足。（2町19村）
- 大正4年（1915年）7月1日 - 山口町・下宇野令村が合併し、改めて山口町が発足。（2町18村）
- 大正12年（1923年）4月1日 - 郡会が廃止。郡役所は存続。
- 大正15年（1926年）7月1日 - 郡役所が廃止。以降は地域区分名称となる。
- 昭和4年（1929年）4月10日 - 山口町・吉敷村が合併して山口市が発足し、郡より離脱。（1町17村）
- 昭和15年（1940年）
  - 4月29日 - 秋穂村が町制施行して秋穂町となる。（2町16村）
  - 11月3日 - 井関村が町制施行・改称して阿知須町となる。（3町15村）
- 昭和16年（1941年）4月1日 - 宮野村が山口市に編入。（3町14村）
- 昭和18年（1943年）11月1日 - 西岐波村が宇部市に編入。（3町13村）
- 昭和19年（1944年）4月1日 - 大歳村・平川村・秋穂二島村・名田島村・陶村・小郡町・嘉川村・阿知須町・佐山村が山口市と合併し、改めて山口市が発足、郡より離脱。（1町6村）
- 昭和22年（1947年）11月23日 - 山口市阿知須を阿知須町として復活。（2町6村）
- 昭和24年（1949年）11月1日 - 山口市小郡上郷・小郡下郷を小郡町として復活。（3町6村）
- 昭和29年（1954年）10月1日 - 東岐波村が宇部市に編入。（3町5村）
- 昭和30年（1955年）
  - 4月1日 - 仁保村・小鯖村・大内村が合併して大内町が発足。（4町2村）
  - 4月10日 - 大道村が防府市に編入。（4町1村）
- 昭和31年（1956年）11月3日 - 鋳銭司村が山口市に編入。（4町）
- 昭和38年（1963年）5月1日 - 大内町が山口市に編入。（3町）
- 平成17年（2005年）10月1日 - 秋穂町・小郡町・阿知須町が山口市・佐波郡徳地町と合併し、改めて山口市が発足。同日吉敷郡消滅。

### 変遷表
| 明治以前      | 明治初年 - 明治22年            | 明治初年 - 明治22年            | 明治22年 4月1日 町村制施行 | 明治22年 - 明治45年        | 大正元年 - 大正15年  | 昭和元年 - 昭和20年          | 昭和元年 - 昭和20年               | 昭和21年 - 昭和30年            | 昭和31年 - 昭和64年          | 平成元年 - 現在        | 現在   |
| ------------- | ------------------------------ | ------------------------------ | -------------------------- | -------------------------- | -------------------- | ---------------------------- | --------------------------------- | ------------------------------ | ---------------------------- | ---------------------- | ------ |
| 秋穂村        | 明治初年 東本郷                | 明治12年 改称 秋穂東本郷村     | 秋穂村                     | 秋穂村                     | 秋穂村               | 昭和15年4月29日 町制 秋穂町  | 昭和15年4月29日 町制 秋穂町       | 秋穂町                         | 秋穂町                       | 平成17年10月1日 山口市 | 山口市 |
| 秋穂村        | 明治初年 西本郷                | 明治12年 改称 秋穂西本郷村     | 秋穂村                     | 秋穂村                     | 秋穂村               | 昭和15年4月29日 町制 秋穂町  | 昭和15年4月29日 町制 秋穂町       | 秋穂町                         | 秋穂町                       | 平成17年10月1日 山口市 | 山口市 |
| 秋穂二島村    | 明治初年 西本郷                | 明治12年 改称 秋穂西本郷村     | 秋穂村                     | 秋穂村                     | 秋穂村               | 昭和15年4月29日 町制 秋穂町  | 昭和15年4月29日 町制 秋穂町       | 秋穂町                         | 秋穂町                       | 平成17年10月1日 山口市 | 山口市 |
| 秋穂二島村    | 秋穂二島村                     | 秋穂二島村                     | 秋穂二島村                 | 秋穂二島村                 | 秋穂二島村           | 昭和19年4月1日 山口市        | 山口市                            | 山口市                         |                              | 平成17年10月1日 山口市 | 山口市 |
| 山口町        | 山口町                         | 山口町                         | 山口町                     | 明治38年4月1日 山口町      | 大正4年7月1日 山口町 | 昭和19年4月1日 山口市        | 山口市                            | 山口市                         | 昭和4年4月10日 山口市        | 平成17年10月1日 山口市 | 山口市 |
| 上宇野令村    | 上宇野令村                     | 上宇野令村                     | 上宇野令村                 | 明治38年4月1日 山口町      | 大正4年7月1日 山口町 | 昭和19年4月1日 山口市        | 山口市                            | 山口市                         | 昭和4年4月10日 山口市        | 平成17年10月1日 山口市 | 山口市 |
| 下宇野令村    | 下宇野令村                     | 下宇野令村                     | 下宇野令村                 | 下宇野令村                 | 大正4年7月1日 山口町 | 昭和19年4月1日 山口市        | 山口市                            | 山口市                         | 昭和4年4月10日 山口市        | 平成17年10月1日 山口市 | 山口市 |
| 吉敷村        | 吉敷村                         | 吉敷村                         | 吉敷村                     | 吉敷村                     | 吉敷村               | 昭和19年4月1日 山口市        | 山口市                            | 山口市                         | 昭和4年4月10日 山口市        | 平成17年10月1日 山口市 | 山口市 |
| 中尾村        | 中尾村                         | 中尾村                         | 吉敷村                     | 吉敷村                     | 吉敷村               | 昭和19年4月1日 山口市        | 山口市                            | 山口市                         | 昭和4年4月10日 山口市        | 平成17年10月1日 山口市 | 山口市 |
| 宮野上村      | 宮野上村                       | 宮野上村                       | 宮野村                     | 宮野村                     | 宮野村               | 昭和19年4月1日 山口市        | 山口市                            | 山口市                         | 昭和16年4月1日 山口市に編入  | 平成17年10月1日 山口市 | 山口市 |
| 宮野下村      | 宮野下村                       | 宮野下村                       | 宮野村                     | 宮野村                     | 宮野村               | 昭和19年4月1日 山口市        | 山口市                            | 山口市                         | 昭和16年4月1日 山口市に編入  | 平成17年10月1日 山口市 | 山口市 |
| 平井村        | 平井村                         | 平井村                         | 平川村                     | 平川村                     | 平川村               | 昭和19年4月1日 山口市        | 山口市                            | 山口市                         | 平川村                       | 平成17年10月1日 山口市 | 山口市 |
| 黒川村        | 黒川村                         | 黒川村                         | 平川村                     | 平川村                     | 平川村               | 昭和19年4月1日 山口市        | 山口市                            | 山口市                         | 平川村                       | 平成17年10月1日 山口市 | 山口市 |
| 矢原村        | 矢原村                         | 矢原村                         | 矢原朝田村                 | 明治31年7月1日 改称 大歳村 | 大歳村               | 昭和19年4月1日 山口市        | 山口市                            | 山口市                         | 大歳村                       | 平成17年10月1日 山口市 | 山口市 |
| 朝田村        | 朝田村                         | 朝田村                         | 矢原朝田村                 | 明治31年7月1日 改称 大歳村 | 大歳村               | 昭和19年4月1日 山口市        | 山口市                            | 山口市                         | 大歳村                       | 平成17年10月1日 山口市 | 山口市 |
| 陶村          | 陶村                           | 陶村                           | 陶村                       | 陶村                       | 陶村                 | 昭和19年4月1日 山口市        | 山口市                            | 山口市                         | 陶村                         | 平成17年10月1日 山口市 | 山口市 |
| 名田島村      | 名田島村                       | 名田島村                       | 名田島村                   | 名田島村                   | 名田島村             | 昭和19年4月1日 山口市        | 山口市                            | 山口市                         | 名田島村                     | 平成17年10月1日 山口市 | 山口市 |
| 嘉川村        | 嘉川村                         | 嘉川村                         | 嘉川村                     | 嘉川村                     | 嘉川村               | 昭和19年4月1日 山口市        | 山口市                            | 山口市                         | 嘉川村                       | 平成17年10月1日 山口市 | 山口市 |
| 江崎村        | 江崎村                         | 江崎村                         | 嘉川村                     | 嘉川村                     | 嘉川村               | 昭和19年4月1日 山口市        | 山口市                            | 山口市                         | 嘉川村                       | 平成17年10月1日 山口市 | 山口市 |
| 深溝村        | 深溝村                         | 深溝村                         | 嘉川村                     | 嘉川村                     | 嘉川村               | 昭和19年4月1日 山口市        | 山口市                            | 山口市                         | 嘉川村                       | 平成17年10月1日 山口市 | 山口市 |
| 佐山村        | 佐山村                         | 佐山村                         | 井関村                     | 明治32年4月1日 分立 佐山村 | 佐山村               | 昭和19年4月1日 山口市        | 山口市                            | 山口市                         | 佐山村                       | 平成17年10月1日 山口市 | 山口市 |
| 井関村        | 井関村                         | 井関村                         | 井関村                     | 井関村                     | 井関村               | 昭和19年4月1日 山口市        | 昭和15年11月3日 町制改称 阿知須町 | 昭和22年11月23日 分立 阿知須町 | 阿知須町                     | 平成17年10月1日 山口市 | 山口市 |
| 下郷村        | 下郷村                         | 下郷村                         | 小郡村                     | 明治34年8月1日 町制 小郡町 | 小郡町               | 昭和19年4月1日 山口市        | 小郡町                            | 昭和24年11月1日 分立 小郡町    | 小郡町                       | 平成17年10月1日 山口市 | 山口市 |
| 上郷村        | 上郷村                         | 上郷村                         | 小郡村                     | 明治34年8月1日 町制 小郡町 | 小郡町               | 昭和19年4月1日 山口市        | 小郡町                            | 昭和24年11月1日 分立 小郡町    | 小郡町                       | 平成17年10月1日 山口市 | 山口市 |
| 鋳銭司村      | 鋳銭司村                       | 鋳銭司村                       | 鋳銭司村                   | 鋳銭司村                   | 鋳銭司村             | 鋳銭司村                     | 鋳銭司村                          | 鋳銭司村                       | 昭和31年11月3日 山口市に編入 | 平成17年10月1日 山口市 | 山口市 |
| 長野村        | 長野村                         | 長野村                         | 大内村                     | 大内村                     | 大内村               | 大内村                       | 大内村                            | 昭和30年4月1日 大内町          | 昭和38年5月1日 山口市に編入  | 平成17年10月1日 山口市 | 山口市 |
| 矢田村        | 矢田村                         | 矢田村                         | 大内村                     | 大内村                     | 大内村               | 大内村                       | 大内村                            | 昭和30年4月1日 大内町          | 昭和38年5月1日 山口市に編入  | 平成17年10月1日 山口市 | 山口市 |
| 御堀村        | 御堀村                         | 御堀村                         | 大内村                     | 大内村                     | 大内村               | 大内村                       | 大内村                            | 昭和30年4月1日 大内町          | 昭和38年5月1日 山口市に編入  | 平成17年10月1日 山口市 | 山口市 |
| 仁保上郷村    | 仁保上郷村                     | 仁保上郷村                     | 仁保村                     | 仁保村                     | 仁保村               | 仁保村                       | 仁保村                            | 昭和30年4月1日 大内町          | 昭和38年5月1日 山口市に編入  | 平成17年10月1日 山口市 | 山口市 |
| 仁保中郷村    | 仁保中郷村                     | 仁保中郷村                     | 仁保村                     | 仁保村                     | 仁保村               | 仁保村                       | 仁保村                            | 昭和30年4月1日 大内町          | 昭和38年5月1日 山口市に編入  | 平成17年10月1日 山口市 | 山口市 |
| 仁保下郷村    | 仁保下郷村                     | 仁保下郷村                     | 仁保村                     | 仁保村                     | 仁保村               | 仁保村                       | 仁保村                            | 昭和30年4月1日 大内町          | 昭和38年5月1日 山口市に編入  | 平成17年10月1日 山口市 | 山口市 |
| 下小鯖村      | 下小鯖村                       | 下小鯖村                       | 小鯖村                     | 小鯖村                     | 小鯖村               | 小鯖村                       | 小鯖村                            | 昭和30年4月1日 大内町          | 昭和38年5月1日 山口市に編入  | 平成17年10月1日 山口市 | 山口市 |
| 上小鯖村      | 上小鯖村                       | 上小鯖村                       | 小鯖村                     | 小鯖村                     | 小鯖村               | 小鯖村                       | 小鯖村                            | 昭和30年4月1日 大内町          | 昭和38年5月1日 山口市に編入  | 平成17年10月1日 山口市 | 山口市 |
| 台道村        | 台道村                         | 台道村                         | 大道村                     | 大道村                     | 大道村               | 大道村                       | 大道村                            | 昭和30年4月10日 防府市に編入   | 防府市                       | 防府市                 | 防府市 |
| 佐波郡 切畑村 | 明治11年 所属変更 吉敷郡切畑村 | 明治11年 所属変更 吉敷郡切畑村 | 大道村                     | 大道村                     | 大道村               | 大道村                       | 大道村                            | 昭和30年4月10日 防府市に編入   | 防府市                       | 防府市                 | 防府市 |
| 西岐波村      | 西岐波村                       | 西岐波村                       | 西岐波村                   | 西岐波村                   | 西岐波村             | 昭和18年11月1日 宇部市に編入 | 昭和18年11月1日 宇部市に編入      | 宇部市                         | 宇部市                       | 宇部市                 | 宇部市 |
| 東岐波村      | 東岐波村                       | 東岐波村                       | 東岐波村                   | 東岐波村                   | 東岐波村             | 東岐波村                     | 東岐波村                          | 昭和29年10月1日 宇部市に編入   | 宇部市                       | 宇部市                 | 宇部市 |

## 行政
歴代郡長
| 代 | 氏名 | 就任年月日               | 退任年月日                | 備考                   |
| -- | ---- | ------------------------ | ------------------------- | ---------------------- |
| 1  |      | 明治12年（1879年）1月6日 |                           |                        |
|    |      |                          | 大正15年（1926年）6月30日 | 郡役所廃止により、廃官 |